# 广安市
广安市是中华人民共和国四川省下辖的地级市，位于四川省东北部。市境东面与重庆市垫江县、长寿区相邻，南面与重庆市渝北区、合川区接壤，西与遂宁市相连，西北与南充市毗邻，东北与达州市交界。地处四川盆地中部丘陵区，华蓥山绵延市境。西距成都200公里，南距重慶100餘公里:19。渠江自北往南贯穿市境中部，嘉陵江于西部流过。全市总面积6,340.5平方公里，人口325.49万，市人民政府驻广安区。广安是四川省农业大市和主要产粮区，亦是中国改革开放总设计师邓小平的家乡。氣候溫和，雨量充沛，土地肥沃，是川東北主要糧食產地，「所產之稻米包穀香尤滋潤，號稱金羮玉飯」，故有「金廣安」之稱:19。

## 历史
廣安位於四川省東部，春秋時期屬巴國，是巴文化發源地之一:19。古为梁州之地。周朝为巴国辖境。秦惠文王九年（前316年）灭巴国，置巴郡。东汉建安六年（201年）巴郡改称巴西郡，属益州。西晋分益州置梁州，巴西郡属之。南朝齐建元元年（479年）析垫江县北置汉初县（治今武胜县烈面镇汉初村），属东宕渠郡。南朝梁普通三年（522年）析宕渠县置始安县（治今广安区北）隶北宕渠郡。大同三年（537年）析宕渠县东部置邻水县（治今兴仁镇邻州城），属邻山郡。隋开皇元年（581年）邻水县治迁至岳池溪（今城北镇）。开皇三年（583年）省邻山郡入渠州。开皇十八年（598年）改始安县为賨城县，属宕渠郡。
唐武德元年（618年）賨城县复名始安县，并析置丰乐县（治今广安区恒升镇古城村），属渠州；改邻水县为潾水县，属潾州，次年改属渠州，县治迁至崑楼镇。武德八年（625年）罢丰乐县入始安县。万岁通天二年（697年）析南充县、相如县置岳池县，属果州郡。天宝元年（742年）改始安县为渠江县，改渠州为潾山郡。乾元元年（758年）复为渠州、始安县。
宋乾德二年（964年）改潾水县为邻水县。宋开宝二年（969年），在渠江县境秀屏山（亦稱翠屏山、銀頂山）下的浓洄镇置军，取“广土安辑”之意，命名為广安军，隶属夔州路:19。宋太祖奉西川转运使刘仁燧之请，御笔点浓洄镇置军广安军，领渠州之渠江、合州之新明、果州之岳池三县，渠江县为广安军附廓。「廣安」地名由此而來:19。开禧三年（1207年），升和溪镇为和溪县（治今岳池县新场镇）。南宋咸淳二年（1266年），改广安军为宁西军。
元代設廣安府:19。元至元二年（1265年）分汉初县置定远县。至元四年（1267年）置武胜军，取“以武胜宋”之意，后升武胜军为定远州。至元十五年（1278年）改宁西军为崇宁军，次年罢崇宁军，新明、和溪二县并入岳池县，与渠江县改隶顺庆府。至元二十年（1283年）置广安府，治渠江县，领渠江、岳池二县，隶顺庆路，将邻水县并入大竹县，省汉初县。至元二十四年（1287年）降定远州为定远县，属重庆路合州。至正十二年（1352年），广安府入明玉珍大夏政权。
明清兩代設廣安州:19。明洪武四年（1371年）改广安府为广安州，属顺庆府。洪武九年（1376年）广安州增领渠县、大竹二县。洪武十年（1377年）省渠江县入广安州。成化元年（1465年）广安州增领邻水县，次年邻水县治迁鼎屏镇。崇祯十七年（1644年），广安州入张献忠大西政权。
清康熙七年（1668年）废岳池县入广安州，其余三县改属顺庆府。康熙八年（1669年）罢定远县入合州。康熙六十年（1721年）复置岳池县，隶顺庆府。雍正六年（1728年）复置定远县，隶重庆府。
1913年改設廣安縣:19。民国二年（1913年）废州存县，改广安州为广安县，广安、邻水、岳池三县隶川北道，次年改嘉陵道；定远县隶川东道，次年改东川道。1914年定远县改名武胜县。民国十九年（1930年）废嘉陵道、东川道。民国二十四年（1935年）广安、邻水二县属四川省第十行政督察区，岳池、武胜二县属第十一行政督察区。
中华人民共和国建立后，1950年广安、邻水二县属大竹专区，岳池、武胜二县属南充专区。1953年撤销大竹专区，广安县划归南充专区，邻水县划归达县专区。1968年南充、达县专区改称南充、达县地区。1978年4月析广安、岳池两县置华蓥工农区，属南充地区。1979年10月，华蓥工农区更名为华云工农区。1985年2月，撤销华云工农区，设立县级华蓥市。1993年7月，设立广安地区，专署驻广安县，辖广安、岳池、武胜、邻水4县和华蓥市。1998年7月31日，撤销广安地区和广安县，设立地级广安市；原广安县改为广安区。2013年2月，由广安区析置前锋区。
2020年中国南方水灾期间，截至7月13日11时，持续强降雨过程已造成广安市有2人死亡。

## 地理
广安市地处川北川东结合部。地貌呈东高西低，华蓥山将全市分隔为地表形态各不相同的两大部分：东部的邻水县属川东平行褶皱岭谷区，西部的广安区，岳池、武胜县和华蓥市属川中丘陵区，嘉陵江、渠江流经其间。全市中丘、浅丘面积4091平方千米，占全市幅员面积的64.66％；深丘面积270平方千米，占4.3％；山地面积1747平方千米，占23.23％；平坝面积509平方千米，占8.3％。

### 气候
广安市属亚热带季风气候，年平均日照时数在1200小时～1342小时之间。无霜期306天～328天，年平均霜日仅6.2天。由于气候温暖，无霜期长，所以一年四季田野葱绿，花果飘香。全市年平均气温17℃～17．6℃，年际变化不大，月际变化明显。最冷月是1月，月平均气温6℃。最热月是7月，月平均气温27．8℃，极端低温可达-3．8℃，极端高温可达40.5℃。年平均降水量1014毫米～1282毫米，最多年为1485毫米，最少年为836.6毫米。一年之中，各季节的降水量不同。春季为209毫米～275毫米，夏季为401毫米～405毫米，秋季为278毫米～320毫米，冬季为37毫米～58毫米，气温与降水趋于一致。
| 广安市气象数据（1981年至2010年） | 广安市气象数据（1981年至2010年） | 广安市气象数据（1981年至2010年） | 广安市气象数据（1981年至2010年） | 广安市气象数据（1981年至2010年） | 广安市气象数据（1981年至2010年） | 广安市气象数据（1981年至2010年） | 广安市气象数据（1981年至2010年） | 广安市气象数据（1981年至2010年） | 广安市气象数据（1981年至2010年） | 广安市气象数据（1981年至2010年） | 广安市气象数据（1981年至2010年） | 广安市气象数据（1981年至2010年） | 广安市气象数据（1981年至2010年） |
| 月份                             | 1月                              | 2月                              | 3月                              | 4月                              | 5月                              | 6月                              | 7月                              | 8月                              | 9月                              | 10月                             | 11月                             | 12月                             | 全年                             |
| -------------------------------- | -------------------------------- | -------------------------------- | -------------------------------- | -------------------------------- | -------------------------------- | -------------------------------- | -------------------------------- | -------------------------------- | -------------------------------- | -------------------------------- | -------------------------------- | -------------------------------- | -------------------------------- |
| 历史最高温 °C（°F）              | 17.1 (62.8)                      | 22.4 (72.3)                      | 31.8 (89.2)                      | 35.7 (96.3)                      | 37.1 (98.8)                      | 36.8 (98.2)                      | 39.1 (102.4)                     | 41.8 (107.2)                     | 41.9 (107.4)                     | 34.3 (93.7)                      | 25.4 (77.7)                      | 17.7 (63.9)                      | 41.9 (107.4)                     |
| 平均高温 °C（°F）                | 9.2 (48.6)                       | 11.9 (53.4)                      | 16.7 (62.1)                      | 22.2 (72.0)                      | 26.4 (79.5)                      | 28.5 (83.3)                      | 31.8 (89.2)                      | 32.1 (89.8)                      | 27.3 (81.1)                      | 21.1 (70.0)                      | 16.2 (61.2)                      | 10.3 (50.5)                      | 21.1 (70.1)                      |
| 日均气温 °C（°F）                | 6.6 (43.9)                       | 8.7 (47.7)                       | 12.5 (54.5)                      | 17.5 (63.5)                      | 21.8 (71.2)                      | 24.3 (75.7)                      | 27.2 (81.0)                      | 27.2 (81.0)                      | 23.1 (73.6)                      | 17.7 (63.9)                      | 13.1 (55.6)                      | 7.9 (46.2)                       | 17.3 (63.2)                      |
| 平均低温 °C（°F）                | 4.6 (40.3)                       | 6.4 (43.5)                       | 9.6 (49.3)                       | 14.1 (57.4)                      | 18.2 (64.8)                      | 21.2 (70.2)                      | 23.8 (74.8)                      | 23.5 (74.3)                      | 20.2 (68.4)                      | 15.6 (60.1)                      | 11.0 (51.8)                      | 6.1 (43.0)                       | 14.5 (58.2)                      |
| 历史最低温 °C（°F）              | −2.7 (27.1)                      | −0.1 (31.8)                      | −0.4 (31.3)                      | 4.8 (40.6)                       | 9.3 (48.7)                       | 14.2 (57.6)                      | 17.8 (64.0)                      | 17.5 (63.5)                      | 12.8 (55.0)                      | 3.2 (37.8)                       | 2.5 (36.5)                       | −2.7 (27.1)                      | −2.7 (27.1)                      |
| 平均降水量 mm（）                | 15.8 (0.62)                      | 19.4 (0.76)                      | 38.0 (1.50)                      | 84.4 (3.32)                      | 150.0 (5.91)                     | 167.4 (6.59)                     | 211.2 (8.31)                     | 133.1 (5.24)                     | 118.7 (4.67)                     | 93.2 (3.67)                      | 42.7 (1.68)                      | 21.2 (0.83)                      | 1,095.1 (43.1)                   |
| 平均相對濕度（％）               | 87                               | 84                               | 80                               | 80                               | 79                               | 84                               | 81                               | 79                               | 83                               | 87                               | 87                               | 88                               | 83                               |
| 来源：中国气象数据网             |                                  |                                  |                                  |                                  |                                  |                                  |                                  |                                  |                                  |                                  |                                  |                                  |                                  |

### 资源
广安市水力资源丰富，理论蕴藏量48万千瓦，可开发量37.5万千瓦，已建有多座大型水电，包括四九滩水电站、凉滩水电站、龙滩电站。
矿产资源多样，主要有煤炭、铁矿石、石灰石、岩盐等二十余种。煤炭总储量7.5亿吨，如龙滩煤矿、蔡山洞煤矿。石灰石储量300亿吨，岩盐2552亿吨，天然气370亿立方米。

## 政治

### 现任领导
| 机构     | · 中国共产党 · 广安市委员会 | 广安市人民代表大会 常务委员会 | 广安市人民政府    | · 中国人民政治协商会议 · 广安市委员会 |
| 职务     | 书记                        | 主任                          | 市长              | 主席                                  |
| -------- | --------------------------- | ----------------------------- | ----------------- | ------------------------------------- |
| 姓名     | 张彤                        | 张力                          | 刘襄渝            | 单木真                                |
| 民族     | 汉族                        | 汉族                          | 汉族              | 藏族                                  |
| 籍贯     | 四川省都江堰市              | 重庆市                        | 四川省苍溪县      | 四川省金川县                          |
| 出生日期 | 1973年8月（51—52歲）        | 1965年1月（60歲）             | 1969年7月（56歲） | 1963年8月（61—62歲）                  |
| 就任日期 | 2021年7月                   | 2022年1月                     | 2024年11月        | 2022年1月                             |

### 历任领导
| 市委书记 - 罗松柏（1998年11月－2001年3月） - 谭力（2001年3月－2004年12月） - 王平（2005年1月－2008年4月） - 王建军（2008年4月－2013年2月） - 侯晓春（2013年2月－2018年7月） - 李建勤（2018年7月－2021年7月） - 张彤（2021年7月－） | 市长 - 邓剑（1998年11月－2002年3月） - 王平（2002年3月－2005年3月） - 王建军（2005年3月－2008年6月） - 侯晓春（2008年6月－2013年3月） - 罗增斌（2013年3月－2017年6月） - 曾卿（2017年9月－2021年5月） - 赵波（2021年5月－2024年7月） - 刘襄渝（2024年11月－） |

### 行政区划
广安市下辖2个市辖区、3个县，代管1个县级市。
- 市辖区：广安区、前锋区
- 县级市：华蓥市
- 县：岳池县、武胜县、邻水县

## 人口
根据2010年第六次全国人口普查，全市常住人口为3205476人，同第五次全国人口普查相比，十年共减少970174人，减少23.23%。年平均减少2.61%。其中，男性人口为1603068人，占50.01%；女性人口为1602408人，占49.99%。总人口性别比（以女性为100）为100.04。0－14岁人口为693504人，占21.63%；15－64岁人口为2109284人，占65.81%；65岁及以上人口为402688人，占12.56%。
2016年末全市户籍总人口为467.2万人，其中，乡村人口359.8万人，城镇人口107.4万人；年末全市常住人口326.5万人，其中，城镇人口126.7万人，乡村人口199.8万人，城镇化率38.8%，比上年提高1.6个百分点。
根据2020年第七次全国人口普查，全市常住人口为3,254,883人。同第六次全国人口普查的3,205,476人相比，十年共增加了49,407人，增长1.54%，年平均增长率为0.15%。其中，男性人口为1,647,064人，占总人口的50.6%；女性人口为1,607,819人，占总人口的49.4%。总人口性别比（以女性为100）为102.44。0－14岁的人口为571,240人，占总人口的17.55%；15－59岁的人口为1,876,579人，占总人口的57.65%；60岁及以上的人口为807,064人，占总人口的24.8%，其中65岁及以上的人口为637,052人，占总人口的19.57%。居住在城镇的人口为1,434,388人，占总人口的44.07%；居住在乡村的人口为1,820,495人，占总人口的55.93%。

### 民族
全市常住人口中，汉族人口为3,242,810人，占99.63%；各少数民族人口为12,073人，占0.37%。与2010年第六次全国人口普查相比，汉族人口增加40,919人，增长1.28%，占总人口比例下降0.26个百分点；各少数民族人口增加8,488人，增长236.76%，占总人口比例增加0.26个百分点。

## 经济
- 2018年全市实现GDP1250.2亿元，城镇居民人均可支配收入33079元，农民人均纯收入14931元。[15]
- 广安是以农业为主的地区，主产粮食、油料、生猪、蚕茧、水果等。
- 工业主要是资源为主的原材料工业和轻纺工业。工业产品主要为电力和煤炭、水泥、丝及丝绸和饮料食品等，主要工业骨干企业除煤矿外，还有渠江水泥厂、溪口水泥厂、东西关电站、华润蓝剑广安啤酒有限责任公司等。中国华电集团在广安建设装机容量为240万KW（4×30+2×60）的坑口电厂，是目前当地最大的企业。
- 四川广安爱众股份有限公司是目前广安市唯一的上市公司。

## 交通
- 航空：广安市境内无机场，附近有重庆江北国际机场、南充高坪机场和达州河市机场。
- 铁路：襄渝铁路贯穿南北，设有6个车站，前锋区境内设有观阁站、广安站，华蓥市境内设有禄市站、华蓥站、高兴站、庆华站，襄渝复线已于2009年建成通车。兰渝铁路主线过境武胜县，支线自南充出发经岳池站、广安南站、华蓥南站，在高兴站汇入襄渝铁路。廣安軌道交通1号云轨线：邓小平故居景区至广安火车南站，预计2020年建成使用。
- 公路：截至2013年底，境内有国家高速公路3条，分别为 沪蓉高速、 包茂高速、 兰海高速 ；国道4条，分别为 318国道、 210国道、 212国道、 350国道；省道 2 条，分别为 304省道、 203省道；县道54 条，等级客运站12座，等级货运站4座。此外，新建的 巴广渝高速、 遂广高速将于2015年底之前通车。
- 水运：年运力200W吨的广安港四大作业区，通过渠江、嘉陵江连接长江“黄金水道”，航运直通重庆、武汉、南京、上海。

## 全国重点文物保护单位
- 安丙家族墓地
- 邓小平故居（含邓小平青少年时代活动旧址（廣安縣立高等小學堂舊址、北山小學堂）、翰林院子和蚕房院子）
- 寶箴塞
- 广安白塔
- 冲相寺摩崖造像

## 教育

### 高校
截至2020年，广安市内仅有一所专科层次的高等院校广安职业技术学院，但广安市也开始通过与重庆市共建的川渝高竹新区，积极争取与邻近城市的本科高等院校开展教育合作交流，以提高广安市发展水平；在“十四五”期间，广安市也致力于通过高等教育攻坚工程，新建或引进一些本科高等学校或高职院校。

### 高中
- 广安友谊中学
- 广安中学
- 广安第二中学
- 代市中学
- 广安第三中学（原广福中学）
- 广安花桥中学
- 广安石笋中学
- 广安恒升中学
- 广安思源中学
- 广安外国语实验学校
- 广安第四中学
- 广安市育才学校
- 华蓥中学
- 华蓥市第一中学
- 广安实验中学
- 广安加德学校
- 邻水中学
- 邻水县第二中学
- 邻水县九龙中学
- 邻水县丰禾中学
- 邻水县石永中学
- 邻水县坛同中学
- 邻水金鼎实验学校
- 四川省邻水实验学校
- 岳池中学
- 岳池一中
- 岳池县罗渡中学
- 岳池县顾县中学
- 武胜中学
- 武胜县烈面中学
- 武胜县中心中学
- 武胜县飞龙中学
- 武胜县乐善中学
- 武胜县协力中学[18]

## 友好城市
- 法國法兰西岛大区上塞纳省布洛涅-比扬古
- 庆尚北道龟尾市